# Dolmen de El Romeral

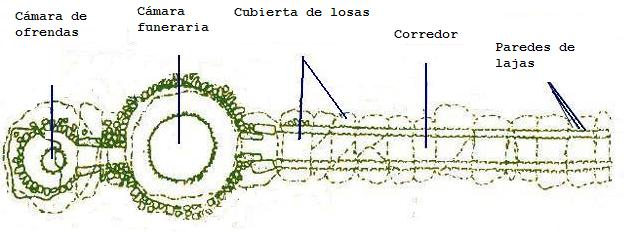
Plànol descriptiu

El dolmen d'El Romeral és un dolmen situat en la localitat malaguenya d'Antequera, a 4 quilòmetres del dolmen de Menga, en un conjunt megalític de gran importància a nivell mundial.

## Descripció
El sepulcre megalític d'El Romeral té un corredor de parets de maçoneria i coberta de llinda que conserva 11 lloses, amb una longitud màxima conservada de 26,3 metres, una amplada mitjana d'1,5 metres i una alçària mitjana d'1,95 metres. La cambra està coberta d'una falsa cúpula consistent en una llosa horitzontal de planta circular de 5,2 metres de diàmetre i 3,75 d'alçada. Al fons d'aquesta cambra, s'obre un petit corredor que termina en una altra cambra més petita i que replica l'anterior en forma i tècnica, però a menor escala. La longitud total és d'uns 34 metres.
Com els altres dos monuments megalítics propers, està cobert per un túmul i en una orientació que forma una línia recta amb la peña de los Enamorados, una singular muntanya propera que té forma de rostre humà. El túmul fa 68 metres de diàmetre.

## Història
Als voltants del conjunt megalític, s'han identificat assentaments dels períodes Neolític i de l'edat del coure (períodes d'apogeu del megalitisme), d'entre 5000 i 2200 anys abans de l'era actual. Es desconeixen els detalls de quan, com, qui i per què el van construir.
Al segle xix es redescobreix el conjunt megalític. El 1847, Rafael Mitjana va publicar Memoria sobre el templo druida hallado en las cercanías de la ciudad de Antequera. A partir d'aquesta publicació se succeeixen les investigacions. Aproximadament el 1905, els germans Viera, després de redescobrir el dolmen de Viera, redescobreixen el dolmen d'El Romeral. El 1931 es va declarar Monument Nacional.
En l'actualitat, el dolmen d'El Romeral es pot visitar de manera gratuïta de dimarts a diumenge en horari diürn.

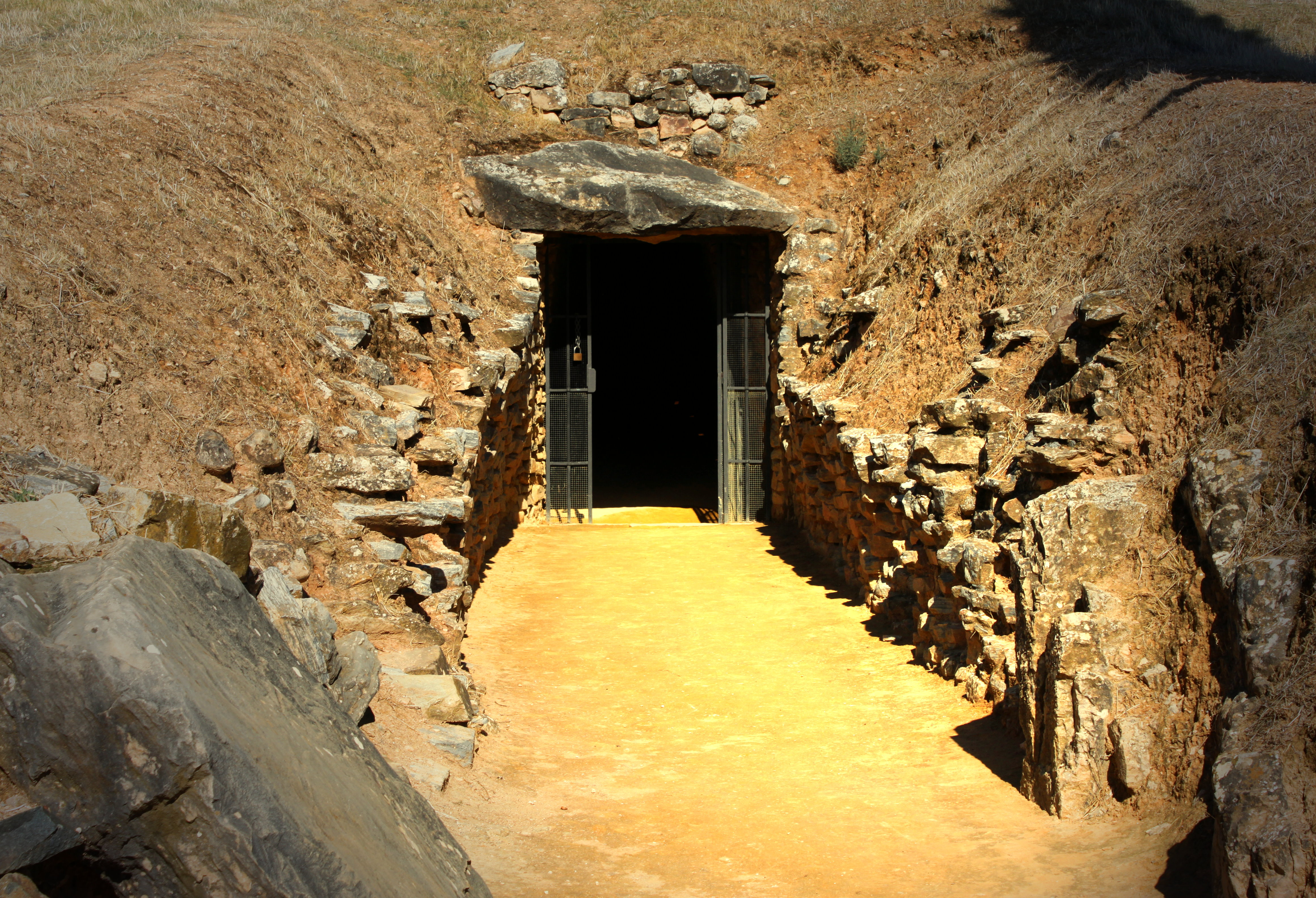
Entrada
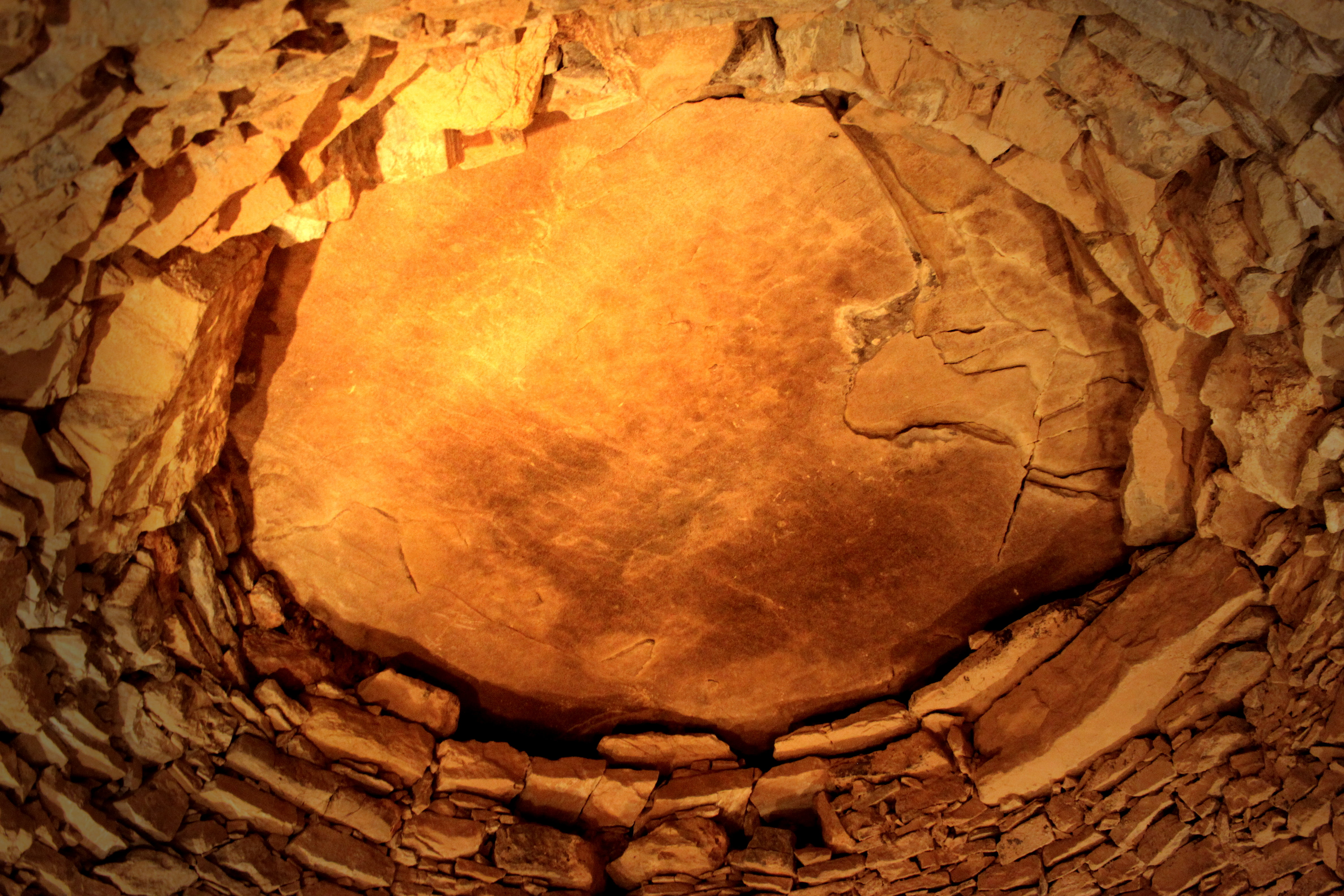
Sostre